# Pfarrhaus (Sulzemoos)

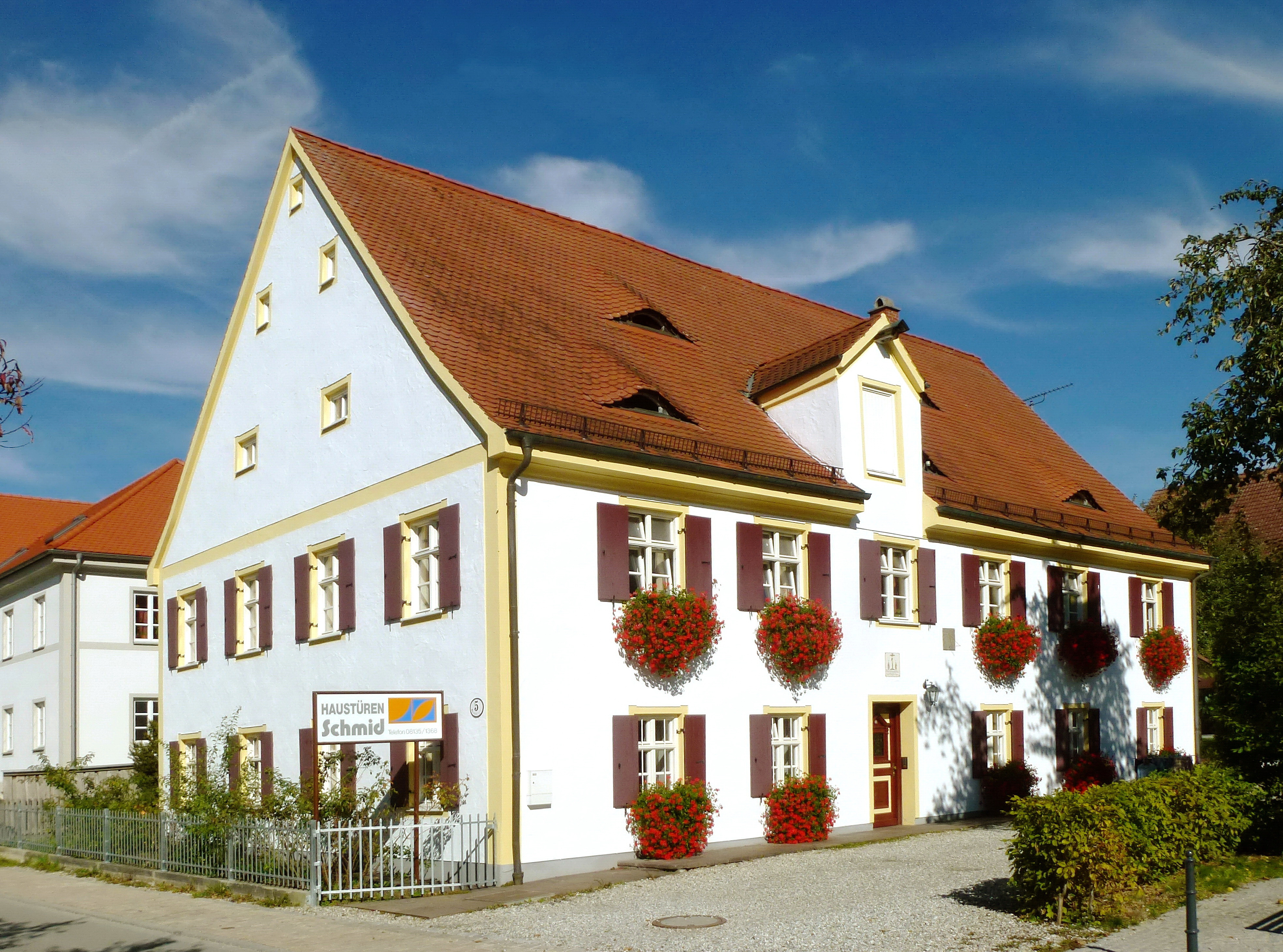
Ehemaliges Pfarrhaus in Sulzemoos

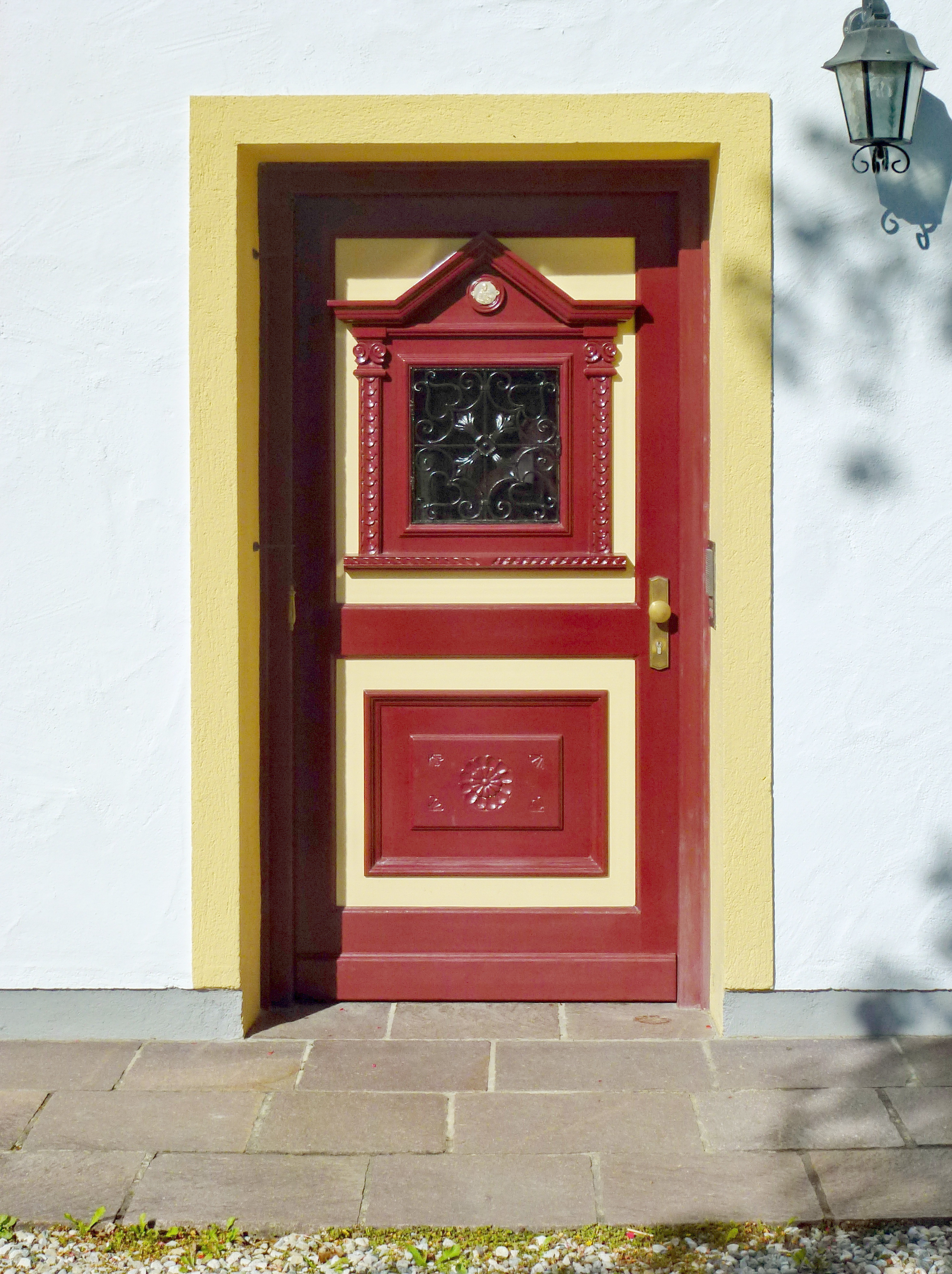
Haustür

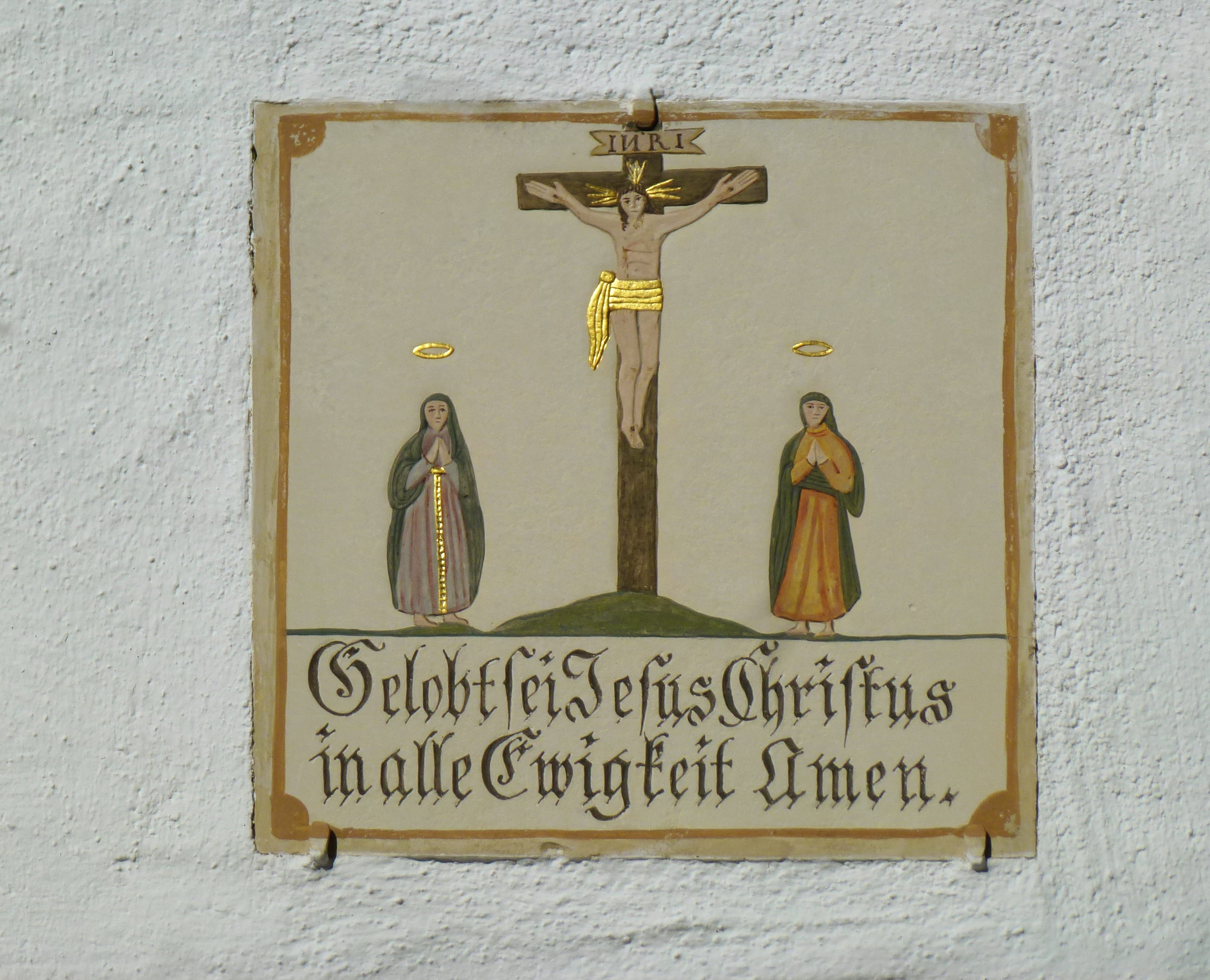
Haustafel

Das ehemalige Pfarrhaus in Sulzemoos, einer Gemeinde im oberbayerischen Landkreis Dachau, ist ein geschütztes Baudenkmal. Das Pfarrhaus wurde Ende des 18. Jahrhunderts errichtet. 
Der zweigeschossige Bau an der Kirchstraße 5, nördlich der katholischen Pfarrkirche St. Johannes der Täufer, besitzt ein Satteldach mit geschweiften Dachgauben und Aufzugsluke und sechs zu vier Fensterachsen. 
Die Sonnenuhr ist mit der Jahreszahl 1797 bezeichnet. Die typische Dachauer Haustafel entstand Mitte des 19. Jahrhunderts.